# ترانه‌شناسی امیر تتلو
امیرحسین مقصودلو با نام هنری امیر تتلو، خواننده و ترانه‌نویس ایرانی است. وی تاکنون ۱۹ آلبوم استودیویی، ۱ آلبوم زنده، ۵۰ نماهنگ و ۱۲۷ تک‌آهنگ رسمی منتشر کرده‌است. او فعالیت حرفه‌ای خود را در سال ۱۳۸۲ آغاز کرد. تتلو از سال ۱۳۹۲ به صورت مستمر آلبوم منتشر کرده‌است. همچنین تنها خوانندۀ ایرانی است که با اسپانسری یونیورسال موزیک، ترانه منتشر کرده‌است. با زندان رفتن تتلو در سال ۱۴۰۲، فعالیت هنری او در حالت تعلیق، و دو آلبوم او، نیمه‌کاره رها شده؛ هر چند ترانه‌هایی با هماهنگی او، پخش شده‌است.

## آلبوم‌ها

### ۱) زیر همکف (۱۳۹۰) (۲۰۱۲)
| # | آهنگ             | خواننده | زمان  | لیبل | منبع  |
| - | ---------------- | ------- | ----- | ---- | ----- |
| ۱ | زیر همکف         | تتلو    | ۰۳:۱۳ | EMA  | [ ۱ ] |
| ۲ | اگه راستشو بخوای | تتلو    | ۰۳:۲۴ | EMA  | [ ۱ ] |
| ۳ | یه صدا           | تتلو    | ۰۳:۲۷ | EMA  | [ ۱ ] |
| ۴ | بی‌تو می‌ترسم      | تتلو    | ۰۳:۳۴ | EMA  | [ ۱ ] |
| ۵ | روز جمعه         | تتلو    | ۰۴:۱۵ | EMA  | [ ۱ ] |
| ۶ | اون روز          | تتلو    | ۰۴:۰۴ | EMA  | [ ۱ ] |
| ۷ | برگرد            | تتلو    | ۰۲:۵۳ | EMA  | [ ۱ ] |
| ۸ | با یاد تو        | تتلو    | ۰۳:۲۸ | EMA  | [ ۱ ] |
| ۹ | یادت باشه        | تتلو    | ۰۳:۱۸ | EMA  | [ ۱ ] |

### ۲) تتلیتی (۱۳۹۲) (۲۰۱۳)
| #  | آهنگ                     | خواننده          | زمان  | لیبل | منبع             |
| -- | ------------------------ | ---------------- | ----- | ---- | ---------------- |
| ۱  | مغز در رفته              | تتلو             | ۰۴:۴۹ |      | [ نیازمند منبع ] |
| ۲  | خوابم نمی‌بره             | تتلو             | ۰۳:۴۷ |      | [ نیازمند منبع ] |
| ۳  | جوونای ژاپنی             | تتلو             | ۰۳:۰۸ |      | [ نیازمند منبع ] |
| ۴  | حالمون خوبه              | تتلو             | ۰۴:۰۲ |      | [ نیازمند منبع ] |
| ۵  | داد نزن                  | تتلو             | ۰۳:۵۴ |      | [ نیازمند منبع ] |
| ۶  | شهریوری                  | تتلو             | ۰۳:۳۳ |      | [ نیازمند منبع ] |
| ۷  | خیلی بالام               | تتلو             | ۰۳:۵۵ |      | [ نیازمند منبع ] |
| ۸  | من آرومم                 | تتلو و امیر دیوا | ۰۴:۳۰ |      | [ نیازمند منبع ] |
| ۹  | حس خوب                   | تتلو             | ۰۳:۱۵ |      | [ نیازمند منبع ] |
| ۱۰ | من دلم پاکه              | تتلو             | ۰۳:۴۰ |      | [ نیازمند منبع ] |
| ۱۱ | خونه خوبه                | تتلو             | ۰۵:۰۰ |      | [ نیازمند منبع ] |
| ۱۲ | کی از پشت لباستو می‌بنده؟ | تتلو             | ۰۴:۱۰ |      | [ نیازمند منبع ] |
| ۱۳ | حس معمولی                | تتلو             | ۰۳:۳۹ |      | [ نیازمند منبع ] |
| ۱۴ | یه‌چیزی بگو               | تتلو و آرمین     | ۰۳:۵۷ |      | [ نیازمند منبع ] |
| ۱۵ | الو ۲                    | تتلو             | ۰۳:۳۵ |      | [ نیازمند منبع ] |
| ۱۶ | نگفته بودی               | تتلو             | ۰۳:۳۸ |      | [ نیازمند منبع ] |

### ۳) من (۱۳۹۳) (۲۰۱۴)
| #  | آهنگ                    | خواننده | زمان  | لیبل   | منبع             |
| -- | ----------------------- | ------- | ----- | ------ | ---------------- |
| ۱  | مرد                     | تتلو    | ۰۴:۲۹ | WALTON | [ نیازمند منبع ] |
| ۲  | زمین مال ما نیست        | تتلو    | ۰۳:۵۵ | WALTON | [ نیازمند منبع ] |
| ۳  | از شب اول               | تتلو    | ۰۳:۱۶ | WALTON | [ نیازمند منبع ] |
| ۴  | اطمینان                 | تتلو    | ۰۳:۴۳ | WALTON | [ نیازمند منبع ] |
| ۵  | کاریکاتور               | تتلو    | ۰۳:۳۷ | WALTON | [ نیازمند منبع ] |
| ۶  | اون الان حالش خوبه      | تتلو    | ۰۳:۱۰ | WALTON | [ نیازمند منبع ] |
| ۷  | تو تو دید من نیستی      | تتلو    | ۰۳:۳۷ | WALTON | [ نیازمند منبع ] |
| ۸  | ما به هم بیمار بودیم    | تتلو    | ۰۳:۲۱ | WALTON | [ نیازمند منبع ] |
| ۹  | تموم شد                 | تتلو    | ۰۳:۲۸ | WALTON | [ نیازمند منبع ] |
| ۱۰ | واسه تو همیشه می‌خندیدم  | تتلو    | ۰۳:۴۸ | WALTON | [ نیازمند منبع ] |
| ۱۱ | من ۱                    | تتلو    | ۰۴:۳۶ | WALTON | [ نیازمند منبع ] |
| ۱۲ | یه خواهش                | تتلو    | ۰۳:۵۹ | WALTON | [ نیازمند منبع ] |
| ۱۳ | نمی‌تونی مثل من باشی     | تتلو    | ۰۳:۳۱ | WALTON | [ نیازمند منبع ] |
| ۱۴ | با تو ۱                 | تتلو    | ۰۳:۳۱ | WALTON | [ نیازمند منبع ] |
| ۱۵ | بذار تو حال خودم باشم ۱ | تتلو    | ۰۴:۰۱ | WALTON | [ نیازمند منبع ] |
| ۱۶ | مرسی                    | تتلو    | ۰۴:۳۵ | WALTON | [ نیازمند منبع ] |

### ۴) شماره ۶ (۱۳۹۴) (۲۰۱۵-۲۰۱۶)
| # | آهنگ               | خواننده | زمان  | لیبل   | منبع             |
| - | ------------------ | ------- | ----- | ------ | ---------------- |
| ۱ | تعادل              | تتلو    | ۰۳:۲۱ | WALTON | [ نیازمند منبع ] |
| ۲ | بعد زمستون         | تتلو    | ۰۳:۲۰ | WALTON | [ نیازمند منبع ] |
| ۳ | حسّش کن             | تتلو    | ۰۳:۴۳ | WALTON | [ نیازمند منبع ] |
| ۴ | زندگی کو؟          | تتلو    | ۰۳:۱۳ | WALTON | [ نیازمند منبع ] |
| ۵ | جفت ۶              | تتلو    | ۰۳:۴۵ | WALTON | [ نیازمند منبع ] |
| ۶ | آسوده بخواب        | تتلو    | ۰۳:۳۴ | WALTON | [ نیازمند منبع ] |
| ۷ | فاز خونه           | تتلو    | ۰۴:۰۱ | WALTON | [ نیازمند منبع ] |
| ۸ | اونی که فکر فرداشه | تتلو    | ۰۳:۵۰ | WALTON | [ نیازمند منبع ] |
| ۹ | تعادل (ورژن گیتار) | تتلو    | ۰۳:۵۲ | WALTON | [ نیازمند منبع ] |

### ۵) ممنوع (۱۳۹۴) (۲۰۱۵)
| # | آهنگ                     | خواننده | زمان  | لیبل   | منبع             |
| - | ------------------------ | ------- | ----- | ------ | ---------------- |
| ۱ | ممنوع                    | تتلو    | ۰۳:۴۶ | WALTON | [ نیازمند منبع ] |
| ۲ | دوستت ندارم              | تتلو    | ۰۳:۴۸ | WALTON | [ نیازمند منبع ] |
| ۳ | مامان تو                 | تتلو    | ۰۳:۳۴ | WALTON | [ نیازمند منبع ] |
| ۴ | تو کوچهٔ ما هم عروسی می‌شه | تتلو    | ۰۳:۴۰ | WALTON | [ نیازمند منبع ] |
| ۵ | تو نمی‌فهمی               | تتلو    | ۰۴:۰۷ | WALTON | [ نیازمند منبع ] |
| ۶ | به من چه هان؟            | تتلو    | ۰۳:۴۲ | WALTON | [ نیازمند منبع ] |
| ۷ | اگه حالیت بود            | تتلو    | ۰۴:۱۹ | WALTON | [ نیازمند منبع ] |

### ۶) شماره ۷ (۱۳۹۵) (۲۰۱۶)
| # | آهنگ                     | خواننده | زمان  | لیبل   | منبع             |
| - | ------------------------ | ------- | ----- | ------ | ---------------- |
| ۱ | تو همه جا بودی           | تتلو    | ۰۴:۰۴ | WALTON | [ نیازمند منبع ] |
| ۲ | بغلم کن                  | تتلو    | ۰۴:۳۰ | WALTON | [ نیازمند منبع ] |
| ۳ | دنیا                     | تتلو    | ۰۴:۰۵ | WALTON | [ نیازمند منبع ] |
| ۴ | تو داری به چی فکر می‌کنی؟ | تتلو    | ۰۳:۲۷ | WALTON | [ نیازمند منبع ] |
| ۵ | الکل این‌جا ممنوعه        | تتلو    | ۰۳:۴۰ | WALTON | [ نیازمند منبع ] |
| ۶ | سناریو                   | تتلو    | ۰۴:۱۷ | WALTON | [ نیازمند منبع ] |
| ۷ | مشکل من نیست             | تتلو    | ۰۳:۴۳ | WALTON | [ نیازمند منبع ] |
| ۸ | کارگردان                 | تتلو    | ۰۳:۵۰ | WALTON | [ نیازمند منبع ] |
| ۹ | مگه میشه؟                | تتلو    | ۰۳:۵۰ | WALTON | [ نیازمند منبع ] |

### ۷) قهرمان (۱۳۹۶) (۲۰۱۶-۲۰۱۷)
| #  | آهنگ            | خواننده      | زمان  | لیبل   | منبع             |
| -- | --------------- | ------------ | ----- | ------ | ---------------- |
| ۱  | قهرمان          | تتلو         | ۰۵:۱۱ | WALTON | [ نیازمند منبع ] |
| ۲  | پانتومیم        | تتلو و دوزخ  | ۰۴:۲۴ | WALTON | [ نیازمند منبع ] |
| ۳  | نوازش ۱         | تتلو         | ۰۴:۰۲ | WALTON | [ نیازمند منبع ] |
| ۴  | اعتیاد          | تتلو         | ۰۳:۴۸ | WALTON | [ نیازمند منبع ] |
| ۵  | تیمار           | تتلو         | ۰۳:۵۷ | WALTON | [ نیازمند منبع ] |
| ۶  | چرا؟            | تتلو و پیشرو | ۰۴:۱۲ | WALTON | [ نیازمند منبع ] |
| ۷  | ته‌سیگار و مسقطی | تتلو         | ۰۴:۵۲ | WALTON | [ نیازمند منبع ] |
| ۸  | به عشق خودت     | تتلو و دوزخ  | ۰۳:۴۲ | WALTON | [ نیازمند منبع ] |
| ۹  | گیر کردم رو تو  | تتلو         | ۰۴:۰۱ | WALTON | [ نیازمند منبع ] |
| ۱۰ | تغییر           | تتلو         | ۰۳:۴۹ | WALTON | [ نیازمند منبع ] |
| ۱۱ | عید امسال       | تتلو         | ۰۴:۱۸ | WALTON | [ نیازمند منبع ] |
| ۱۲ | پیله            | تتلو         | ۰۴:۰۳ | WALTON | [ نیازمند منبع ] |
| ۱۳ | مثل شیر         | تتلو         | ۰۴:۴۱ | WALTON | [ نیازمند منبع ] |
| ۱۴ | ایران           | تتلو         | ۰۴:۰۵ | WALTON | [ نیازمند منبع ] |
| ۱۵ | روز به روز      | تتلو         | ۰۳:۲۹ | WALTON | [ نیازمند منبع ] |
| ۱۶ | برو مرسی        | تتلو         | ۰۳:۵۲ | WALTON | [ نیازمند منبع ] |

### ۸) امیر (۱۳۹۶) (۲۰۱۷)
| # | آهنگ                    | خواننده     | زمان  | لیبل   | منبع             |
| - | ----------------------- | ----------- | ----- | ------ | ---------------- |
| ۱ | کوزه                    | تتلو        | ۰۴:۴۱ | WALTON | [ نیازمند منبع ] |
| ۲ | منو دعوت کرده مهمونی‌شون | تتلو        | ۰۴:۰۳ | WALTON | [ نیازمند منبع ] |
| ۳ | این نیز بگذرد           | تتلو        | ۰۳:۵۰ | WALTON | [ نیازمند منبع ] |
| ۴ | منم با نداریم           | تتلو        | ۰۳:۴۰ | WALTON | [ نیازمند منبع ] |
| ۵ | چشم چشم دو ابرو         | تتلو        | ۰۴:۳۱ | WALTON | [ نیازمند منبع ] |
| ۶ | خورشت گردن              | تتلو و دوزخ | ۰۳:۴۸ | WALTON | [ نیازمند منبع ] |
| ۷ | Free Delivery           | تتلو        | ۰۳:۰۷ | WALTON | [ نیازمند منبع ] |
| ۸ | یه کاری کن نیشم واشه    | تتلو و دوزخ | ۰۳:۳۰ | WALTON | [ نیازمند منبع ] |
| ۹ | تو راه                  | تتلو و دوزخ | ۰۳:۵۷ | WALTON | [ نیازمند منبع ] |

### ۹) سایه (۱۳۹۷) (۲۰۱۷-۲۰۱۸)
| # | آهنگ                 | خواننده          | زمان  | لیبل   | منبع             |
| - | -------------------- | ---------------- | ----- | ------ | ---------------- |
| ۱ | از پنجره ببین بیرونو | تتلو             | ۰۴:۰۹ | WALTON | [ نیازمند منبع ] |
| ۲ | رفت تنت              | تتلو             | ۰۴:۰۷ | WALTON | [ نیازمند منبع ] |
| ۳ | برس                  | تتلو             | ۰۴:۰۶ | WALTON | [ نیازمند منبع ] |
| ۴ | گوله‌های برف          | تتلو             | ۰۳:۳۶ | WALTON | [ نیازمند منبع ] |
| ۵ | هرکی به ما رسید ۱    | تتلو و دوزخ      | ۰۴:۱۵ | WALTON | [ نیازمند منبع ] |
| ۶ | من از این عشق        | تتلو             | ۰۳:۴۵ | WALTON | [ نیازمند منبع ] |
| ۷ | بی ریشه‌ها            | تتلو و امیر دیوا | ۰۴:۱۸ | WALTON | [ نیازمند منبع ] |
| ۸ | سایه                 | تتلو             | ۰۴:۳۶ | WALTON | [ نیازمند منبع ] |
| ۹ | فرقی نداره           | تتلو             | ۰۴:۲۴ | WALTON | [ نیازمند منبع ] |

### ۱۰) جهنم (۱۳۹۷) (۲۰۱۸-۲۰۱۹)
| #  | آهنگ               | خواننده          | زمان  | لیبل                | منبع   |
| -- | ------------------ | ---------------- | ----- | ------------------- | ------ |
| ۱  | بشمار              | تتلو             | ۰۴:۲۴ | WALTON و آونگ موزیک | [ ۲ ]  |
| ۲  | هه                 | تتلو             | ۰۵:۰۳ | WALTON و آونگ موزیک | [ ۳ ]  |
| ۳  | دل دیوونه          | تتلو             | ۰۴:۱۹ | WALTON و آونگ موزیک | [ ۴ ]  |
| ۴  | صدی چند            | تتلو             | ۰۵:۲۸ | WALTON و آونگ موزیک | [ ۵ ]  |
| ۵  | صاحب قلبم باش      | تتلو             | ۰۳:۴۰ | WALTON و آونگ موزیک | [ ۶ ]  |
| ۶  | میرم               | تتلو و مرژاک     | ۰۴:۳۲ | WALTON و آونگ موزیک | [ ۷ ]  |
| ۷  | مهمونی             | تتلو             | ۰۴:۳۱ | WALTON و آونگ موزیک | [ ۸ ]  |
| ۸  | شب تیره            | تتلو             | ۰۶:۱۱ | WALTON و آونگ موزیک | [ ۹ ]  |
| ۹  | جهنم               | تتلو             | ۰۸:۱۶ | WALTON و آونگ موزیک | [ ۱۰ ] |
| ۱۰ | بچه‌های کار         | تتلو             | ۰۵:۴۴ | WALTON و آونگ موزیک | [ ۱۱ ] |
| ۱۱ | مسخره‌بازی          | تتلو             | ۰۵:۴۸ | WALTON و آونگ موزیک | [ ۱۲ ] |
| ۱۲ | من ۲               | تتلو             | ۱۴:۳۴ | WALTON و آونگ موزیک | [ ۱۳ ] |
| ۱۳ | دل من هواتو کرده ۱ | تتلو             | ۰۶:۳۵ | WALTON و آونگ موزیک | [ ۱۴ ] |
| ۱۴ | شب که میشه         | تتلو             | ۰۵:۴۶ | WALTON و آونگ موزیک | [ ۱۵ ] |
| ۱۵ | شب یلدا            | تتلو و دژاوو بند | ۰۶:۴۲ | WALTON و آونگ موزیک | [ ۱۶ ] |
| ۱۶ | قیلی‌ویلی           | تتلو             | ۱۰:۲۷ | WALTON و آونگ موزیک | [ ۱۷ ] |

### ۱۱) برزخ (۱۳۹۸) (۲۰۱۸-۲۰۱۹)
| #  | آهنگ                     | خواننده          | زمان  | لیبل                 | منبع   |
| -- | ------------------------ | ---------------- | ----- | -------------------- | ------ |
| ۱  | برزخ                     | تتلو             | ۱۰:۲۰ | آونگ موزیک و رپفارسی | [ ۱۸ ] |
| ۲  | هنوزم                    | تتلو و دژاوو بند | ۰۸:۴۱ | آونگ موزیک و رپفارسی | [ ۱۹ ] |
| ۳  | تردمیل                   | تتلو             | ۰۵:۱۴ | آونگ موزیک و رپفارسی | [ ۲۰ ] |
| ۴  | نوازش ۲                  | تتلو             | ۰۵:۴۲ | آونگ موزیک و رپفارسی | [ ۲۱ ] |
| ۵  | ننگ به نیرنگ تو          | تتلو             | ۰۵:۰۷ | آونگ موزیک و رپفارسی | [ ۲۲ ] |
| ۶  | دوباره لش                | تتلو             | ۰۵:۱۶ | آونگ موزیک و رپفارسی | [ ۲۳ ] |
| ۷  | هر وقت که بودی           | تتلو             | ۰۷:۳۷ | آونگ موزیک و رپفارسی | [ ۲۴ ] |
| ۸  | می‌میری کس نگی؟           | تتلو             | ۰۷:۰۰ | آونگ موزیک و رپفارسی | [ ۲۵ ] |
| ۹  | بگو کی؟                  | تتلو             | ۰۵:۵۴ | آونگ موزیک و رپفارسی | [ ۲۶ ] |
| ۱۰ | خار                      | تتلو             | ۰۷:۰۶ | آونگ موزیک و رپفارسی | [ ۲۷ ] |
| ۱۱ | عجب ۱                    | تتلو             | ۰۸:۳۲ | آونگ موزیک و رپفارسی | [ ۲۸ ] |
| ۱۲ | دلم می‌خواد ۱             | تتلو             | ۰۷:۰۷ | آونگ موزیک و رپفارسی | [ ۲۹ ] |
| ۱۳ | فرق دارم از دَم با اینا ۱ | تتلو             | ۰۸:۰۸ | آونگ موزیک و رپفارسی | [ ۳۰ ] |
| ۱۴ | تناسخ                    | تتلو             | ۰۸:۰۸ | آونگ موزیک و رپفارسی | [ ۳۱ ] |
| ۱۵ | بی‌منم میشه               | تتلو             | ۰۸:۰۸ | آونگ موزیک و رپفارسی | [ ۳۲ ] |
| ۱۶ | کی فکرشو می‌کرد؟          | تتلو             | ۰۶:۰۶ | آونگ موزیک و رپفارسی | [ ۳۳ ] |

### ۱۲) ۷۸ (۱۳۹۸–۱۳۹۹) (۲۰۲۰-۲۰۱۹)
| #  | آهنگ                | خواننده            | زمان  | تاریخ انتشار               | لیبل                 | منبع   |
| -- | ------------------- | ------------------ | ----- | -------------------------- | -------------------- | ------ |
| ۱  | پریشب               | تتلو               | ۰۷:۰۷ | سه‌شنبه، ۱۶ مهر ۱۳۹۸        | آونگ موزیک و رپفارسی | [ ۳۴ ] |
| ۲  | خلسه                | تتلو               | ۰۸:۰۷ | سه‌شنبه، ۱۹ آذر ۱۳۹۸        | آونگ موزیک و رپفارسی | [ ۳۵ ] |
| ۳  | تازیانه             | تتلو               | ۰۷:۲۲ | یکشنبه، ۸ دی ۱۳۹۸          | آونگ موزیک و رپفارسی | [ ۳۶ ] |
| ۴  | قسم                 | تتلو               | ۱۰:۰۰ | شنبه، ۲۱ دی ۱۳۹۸           | آونگ موزیک و رپفارسی | [ ۳۷ ] |
| ۵  | ممه‌های گلشیفته      | تتلو               | ۰۶:۰۶ | سه‌شنبه، ۲۴ دی ۱۳۹۸         | آونگ موزیک و رپفارسی | [ ۳۸ ] |
| ۶  | گرگ ۲               | تتلو و ام‌جی        | ۰۸:۳۰ | یکشنبه، ۶ بهمن ۱۳۹۸        | آونگ موزیک و رپفارسی | [ ۳۹ ] |
| ۷  | کی مثل تو           | تتلو               | ۰۶:۲۹ | سه‌شنبه، ۲۲ بهمن ۱۳۹۸       | آونگ موزیک و رپفارسی | [ ۴۰ ] |
| ۸  | ولش کن              | تتلو               | ۰۸:۴۸ | یکشنبه، ۱۱ اسفند ۱۳۹۸      | آونگ موزیک و رپفارسی | [ ۴۱ ] |
| ۹  | بزنم نفت در بیاد    | تتلو               | ۰۶:۴۸ | سه‌شنبه، ۲۷ اسفند ۱۳۹۸      | آونگ موزیک و رپفارسی | [ ۴۲ ] |
| ۱۰ | جمعه‌ها              | تتلو               | ۰۷:۵۲ | دوشنبه، ۱۱ فروردین ۱۳۹۹    | آونگ موزیک و رپفارسی | [ ۴۳ ] |
| ۱۱ | گردن من ننداز       | تتلو               | ۰۸:۵۶ | چهارشنبه، ۲۰ فروردین ۱۳۹۹  | آونگ موزیک و رپفارسی | [ ۴۴ ] |
| ۱۲ | درواقع              | تتلو               | ۰۹:۰۹ | شنبه، ۳۰ فروردین ۱۳۹۹      | آونگ موزیک و رپفارسی | [ ۴۵ ] |
| ۱۳ | حرمسرا              | تتلو               | ۱۲:۰۱ | جمعه، ۱۲ اردیبهشت ۱۳۹۹     | آونگ موزیک و رپفارسی | [ ۴۶ ] |
| ۱۴ | خایهٔ باقر           | تتلو               | ۰۵:۵۵ | سه‌شنبه، ۱۶ اردیبهشت ۱۳۹۹   | آونگ موزیک و رپفارسی | [ ۴۷ ] |
| ۱۵ | مال من باش          | تتلو، ام‌جی و ارکید | ۱۰:۲۰ | یکشنبه، ۲۱ اردیبهشت ۱۳۹۹   | آونگ موزیک و رپفارسی | [ ۴۸ ] |
| ۱۶ | من ۳                | تتلو               | ۲۰:۱۰ | چهارشنبه، ۲۴ اردیبهشت ۱۳۹۹ | آونگ موزیک و رپفارسی | [ ۴۹ ] |
| ۱۷ | من به کم راضی نیستم | تتلو               | ۱۰:۲۰ | پنجشنبه، ۱ خرداد ۱۳۹۹      | آونگ موزیک و رپفارسی | [ ۵۰ ] |
| ۱۸ | افعی                | تتلو               | ۱۳:۳۱ | یکشنبه، ۱۱ خرداد ۱۳۹۹      | آونگ موزیک و رپفارسی | [ ۵۱ ] |
| ۱۹ | شب ۲                | تتلو               | ۰۸:۰۸ | شنبه، ۱۷ خرداد ۱۳۹۹        | آونگ موزیک و رپفارسی | [ ۵۲ ] |
| ۲۰ | مستر لوده           | تتلو، ام‌جی و خلسه  | ۰۹:۰۹ | چهارشنبه، ۲۸ خرداد ۱۳۹۹    | آونگ موزیک و رپفارسی | [ ۵۳ ] |
| ۲۱ | احترام              | تتلو               | ۰۹:۰۰ | یکشنبه، ۸ تیر ۱۳۹۹         | آونگ موزیک و رپفارسی | [ ۵۴ ] |
| ۲۲ | کی مثل من           | تتلو و دوزخ        | ۰۸:۰۸ | شنبه، ۱۴ تیر ۱۳۹۹          | آونگ موزیک و رپفارسی | [ ۵۵ ] |
| ۲۳ | اون دیگه نمی‌تونه    | تتلو               | ۱۰:۲۰ | جمعه، ۲۰ تیر ۱۳۹۹          | آونگ موزیک و رپفارسی | [ ۵۶ ] |
| ۲۴ | خانوم وزیری         | تتلو               | ۰۷:۲۷ | جمعه، ۲۷ تیر ۱۳۹۹          | آونگ موزیک و رپفارسی | [ ۵۷ ] |
| ۲۵ | امیر تتلو           | تتلو               | ۰۷:۰۹ | دوشنبه، ۳۰ تیر ۱۳۹۹        | آونگ موزیک و رپفارسی | [ ۵۸ ] |

### ۱۳) شیطان (۱۳۹۹–۱۴۰۱) (۲۰۲۰-۲۰۲۲)
| # | آهنگ                     | خواننده | زمان  | تاریخ انتشار            | منبع   |
| - | ------------------------ | ------- | ----- | ----------------------- | ------ |
| ۱ | عجب ۲                    | تتلو    | ۰۷:۱۸ | دوشنبه، ۱۳ مرداد ۱۳۹۹   | [ ۵۹ ] |
| ۲ | یه سرم به ما بزن         | تتلو    | ۱۰:۳۳ | یکشنبه، ۲ شهریور ۱۳۹۹   | [ ۶۰ ] |
| ۳ | با تو ۲                  | تتلو    | ۰۷:۴۸ | پنجشنبه، ۲۰ شهریور ۱۳۹۹ | [ ۶۱ ] |
| ۴ | بذار تو حال خودم باشم ۲  | تتلو    | ۰۶:۲۳ | جمعه، ۲۸ شهریور ۱۳۹۹    | [ ۶۲ ] |
| ۵ | الله                     | تتلو    | ۰۵:۵۵ | چهارشنبه، ۹ مهر ۱۳۹۹    | [ ۶۳ ] |
| ۶ | دل من هواتو کرده ۲       | تتلو    | ۰۷:۰۷ | جمعه، ۲۵ مهر ۱۳۹۹       | [ ۶۴ ] |
| ۷ | می‌خوام                   | تتلو    | ۱۰:۲۰ | چهارشنبه، ۱۰ دی ۱۳۹۹    | [ ۶۵ ] |
| ۸ | من باهات قهرم            | تتلو    | ۰۷:۰۸ | جمعه، ۲۴ بهمن ۱۳۹۹      | [ ۶۶ ] |
| ۹ | من اولی نبودم ولی آخریشم | تتلو    | ۰۶:۳۹ | شنبه، ۱۴ آبان ۱۴۰۱      | [ ۶۷ ] |

### ۱۴) فرشته (۱۳۹۹–۱۴۰۰) (۲۰۲۱)
| #  | آهنگ                     | خواننده | زمان  | تاریخ انتشار               | لیبل            | منبع   |
| -- | ------------------------ | ------- | ----- | -------------------------- | --------------- | ------ |
| ۱  | تو بذار برو منو          | تتلو    | ۰۴:۳۱ | شنبه، ۳۰ اسفند ۱۳۹۹        | یونیورسال موزیک | [ ۶۹ ] |
| ۲  | من یادت نرم              | تتلو    | ۰۴:۴۱ | یکشنبه، ۵ اردیبهشت ۱۴۰۰    | یونیورسال موزیک | [ ۷۰ ] |
| ۳  | تو که بخوای می‌تونی       | تتلو    | ۰۵:۲۴ | چهارشنبه، ۲۲ اردیبهشت ۱۴۰۰ | یونیورسال موزیک | [ ۷۱ ] |
| ۴  | حیف دیدید رفت            | تتلو    | ۰۵:۲۷ | دوشنبه، ۳ خرداد ۱۴۰۰       | یونیورسال موزیک | [ ۷۲ ] |
| ۵  | منو ببخش                 | تتلو    | ۰۵:۴۹ | سه‌شنبه، ۱۸ خرداد ۱۴۰۰      | یونیورسال موزیک | [ ۷۳ ] |
| ۶  | نگو نه                   | تتلو    | ۰۵:۳۰ | جمعه، ۲۸ خرداد ۱۴۰۰        | یونیورسال موزیک | [ ۷۴ ] |
| ۷  | دوباره لش (نسخۀ جدید)    | تتلو    | ۰۸:۰۵ | جمعه، ۱۱ تیر ۱۴۰۰          | یونیورسال موزیک | [ ۷۵ ] |
| ۸  | نصف شب                   | تتلو    | ۰۵:۵۳ | شنبه، ۱۹ تیر ۱۴۰۰          | یونیورسال موزیک | [ ۷۶ ] |
| ۹  | فرق دارم از دم با اینا ۲ | تتلو    | ۰۵:۵۱ | شنبه، ۲۶ تیر ۱۴۰۰          | یونیورسال موزیک | [ ۷۷ ] |
| ۱۰ | گدایی                    | تتلو    | ۰۷:۳۹ | پنجشنبه، ۲۶ تیر ۱۴۰۰       | یونیورسال موزیک | [ ۷۸ ] |
| ۱۱ | دیدی                     | تتلو    | ۰۵:۱۲ | دوشنبه، ۴ مرداد ۱۴۰۰       | یونیورسال موزیک | [ ۷۹ ] |
| ۱۲ | درست                     | تتلو    | ۰۷:۳۵ | پنجشنبه، ۷ مرداد ۱۴۰۰      | یونیورسال موزیک | [ ۸۰ ] |

### ۱۵) سهم (۱۴۰۰) (۲۰۲۱-۲۰۲۲)
| # | آهنگ                       | خواننده | زمان  | تاریخ انتشار         | منبع   |
| - | -------------------------- | ------- | ----- | -------------------- | ------ |
| ۱ | سَهم                        | تتلو    | ۰۴:۳۰ | سه‌شنبه، ۱۸ آبان ۱۴۰۰ | [ ۸۱ ] |
| ۲ | جَنگسِتیز                    | تتلو    | ۰۴:۳۰ | یکشنبه، ۳۰ آبان ۱۴۰۰ | [ ۸۲ ] |
| ۳ | غم گرفته همه کوچه‌های ما رو | تتلو    | ۰۷:۲۶ | سه‌شنبه، ۹ آذر ۱۴۰۰   | [ ۸۳ ] |
| ۴ | پرواز                      | تتلو    | ۰۶:۳۲ | دوشنبه، ۲۹ آذر ۱۴۰۰  | [ ۸۴ ] |
| ۵ | هر کی به ما رسید ۲         | تتلو    | ۰۶:۳۳ | جمعه، ۱۷ دی ۱۴۰۰     | [ ۸۵ ] |
| ۶ | انتظار                     | تتلو    | ۰۷:۲۱ | جمعه، ۱ بهمن ۱۴۰۰    | [ ۸۶ ] |
| ۷ | خونه امن                   | تتلو    | ۰۷:۱۷ | یکشنبه، ۱۰ بهمن ۱۴۰۰ | [ ۸۷ ] |
| ۸ | توام فرشته‌ام نبودی         | تتلو    | ۰۶:۱۶ | شنبه، ۷ اسفند ۱۴۰۰   | [ ۸۸ ] |
| ۹ | قفس                        | تتلو    | ۰۶:۵۸ | شنبه، ۲۱ اسفند ۱۴۰۰  | [ ۸۹ ] |

### ۱۶) بُهت (۱۴۰۱) (۲۰۲۲)
| # | آهنگ                | خواننده            | زمان  | تاریخ انتشار            | منبع   |
| - | ------------------- | ------------------ | ----- | ----------------------- | ------ |
| ۱ | بُهت                 | تتلو               | ۰۷:۲۱ | سه‌شنبه، ۱۸ آبان ۱۴۰۱    | [ ۹۰ ] |
| ۲ | حق                  | تتلو               | ۰۷:۱۲ | دوشنبه، ۲۲ فروردین ۱۴۰۱ | [ ۹۱ ] |
| ۳ | شیطان               | تتلو               | ۰۷:۳۷ | پنجشنبه، ۵ خرداد ۱۴۰۱   | [ ۹۲ ] |
| ۴ | بهشت                | تتلو               | ۰۶:۲۵ | سه‌شنبه، ۲۴ خرداد ۱۴۰۱   | [ ۹۳ ] |
| ۵ | یه دفعه دیگه می‌خوام | تتلو               | ۰۵:۴۲ | چهارشنبه، ۸ تیر ۱۴۰۱    | [ ۹۴ ] |
| ۶ | منو بساز از اول     | تتلو               | ۰۵:۵۵ | چهارشنبه، ۱۵ تیر ۱۴۰۱   | [ ۹۵ ] |
| ۷ | جنگل تاریک          | تتلو، حصین و پیشرو | ۰۵:۵۴ | دوشنبه‌، ۲۲ تیر ۱۴۰۱     | [ ۹۶ ] |
| ۸ | مرسی امیر تتلو      | تتلو               | ۰۴:۳۲ | پنجشنبه، ۳۰ تیر ۱۴۰۱    | [ ۹۷ ] |
| ۹ | گرگ ۳               | تتلو و ۰۲۱جی       | ۰۶:۲۱ | پنجشنبه ۲۷ مرداد ۱۴۰۱   | [ ۹۸ ] |

### Cøsmos (۱۴۰۱–۱۴۰۲) (۲۰۲۲-۲۰۲۳) (۱۷
| #  | آهنگ                    | خواننده | زمان  | تاریخ انتشار              | منبع    |
| -- | ----------------------- | ------- | ----- | ------------------------- | ------- |
| ۱  | مرگ (نسخۀ جدید)         | تتلو    | ۰۷:۰۱ | یکشنبه، ۸ آبان ۱۴۰۱       | [ ۹۹ ]  |
| ۲  | چطوری میشه؟ (نسخۀ جدید) | تتلو    | ۰۷:۲۴ | سه‌شنبه، ۱۰ آبان ۱۴۰۱      | [ ۱۰۰ ] |
| ۳  | ماه کامل                | تتلو    | ۰۶:۰۶ | پنجشنبه، ۲۰ بهمن ۱۴۰۱     | [ ۱۰۱ ] |
| ۴  | کجایی! چی پوشیدی؟       | تتلو    | ۰۴:۴۰ | پنجشنبه، ۲۸ اردیبهشت ۱۴۰۲ | [ ۱۰۲ ] |
| ۵  | من ۴                    | تتلو    | ۰۹:۴۰ | پنجشنبه‌، ۴ خرداد ۱۴۰۲     | [ ۱۰۳ ] |
| ۶  | دیشب                    | تتلو    | ۰۶:۵۷ | پنجشنبه، ۱۱ خرداد ۱۴۰۲    | [ ۱۰۴ ] |
| ۷  | چشماتو از همه بدزد      | تتلو    | ۰۸:۱۴ | سه‌شنبه، ۲۴ خرداد ۱۴۰۲     | [ ۱۰۵ ] |
| ۸  | الو ۳                   | تتلو    | ۰۶:۰۹ | چهارشنبه، ۳۱ خرداد ۱۴۰۲   | [ ۱۰۶ ] |
| ۹  | سربار                   | تتلو    | ۰۶:۱۶ | یکشنبه، ۱۱ تیر ۱۴۰۲       | [ ۱۰۷ ] |
| ۱۰ | پازل                    | تتلو    | ۰۵:۵۶ | چهارشنبه، ۱۴ تیر ۱۴۰۲     | [ ۱۰۸ ] |
| ۱۱ | تبسم درد                | تتلو    | ۰۶:۳۲ | پنجشنبه، ۱۵ تیر ۱۴۰۲      | [ ۱۰۹ ] |
| ۱۲ | عاشقی نگاییدم           | تتلو    | ۰۷:۳۸ | جمعه، ۱۶ تیر ۱۴۰۲         | [ ۱۱۰ ] |

### ۱۸) بهشت (۱۴۰۲-۱۴۰۳) (۲۰۲۳-۲۰۲۴)(تعلیق)
| # | آهنگ          | خواننده | زمان  | تاریخ انتشار             | منبع    |
| - | ------------- | ------- | ----- | ------------------------ | ------- |
| ۱ | Boring        | تتلو    | ۰۳:۴۶ | دوشنبه، ۲۸ فروردین ۱۴۰۲  | [ ۱۱۱ ] |
| ۲ | از این به بعد | تتلو    | ۰۴:۴۴ | سه‌شنبه، ۱۲ اردیبهشت ۱۴۰۲ | [ ۱۱۲ ] |
| ۳ | دریا          | تتلو    | ۰۹:۰۶ | جمعه، ۲۵ آبان ۱۴۰۳       |         |

### ۱۹) یین یانگ (۱۴۰۲) (۲۰۲۳)(تعلیق)
| #  | آهنگ                 | خواننده      | زمان  | تاریخ انتشار             | منبع    |
| -- | -------------------- | ------------ | ----- | ------------------------ | ------- |
| ۱  | عقرب                 | تتلو         | ۰۷:۲۶ | چهارشنبه، ۱۵ مرداد ۱۴۰۲  | [ ۱۱۳ ] |
| ۲  | لیدوکائین            | تتلو         | ۰۸:۰۸ | جمعه، ۲۷ مرداد ۱۴۰۲      | [ ۱۱۴ ] |
| ۳  | تو تنها راهه گم شدنی | تتلو         | ۰۵:۰۵ | شنبه، ۴ شهریور ۱۴۰۲      | [ ۱۱۵ ] |
| ۴  | یجوری اوکی کنیدم     | تتلو و مرژاک | ۰۵:۴۰ | یکشنبه، ۵ شهریور ۱۴۰۲    | [ ۱۱۶ ] |
| ۵  | شلوغی                | تتلو         | ۰۷:۲۷ | شنبه، ۱۸ شهریور ۱۴۰۲     | [ ۱۱۷ ] |
| ۶  | چشمام فقط زومه رو تو | تتلو         | ۰۶:۰۶ | چهارشنبه، ۲۹ شهریور ۱۴۰۲ | [ ۱۱۸ ] |
| ۷  | به کیرم              | تتلو         | ۰۷:۰۷ | یکشنبه، ۲ مهر ۱۴۰۲       | [ ۱۱۹ ] |
| ۸  | خوراکصه              | تتلو         | ۰۶:۳۰ | سه‌شنبه، ۱۱ مهر ۱۴۰۲      | [ ۱۲۰ ] |
| ۹  | بلند بلند            | تتلو         | ۰۵:۵۴ | چهارشنبه، ۱۹ مهر ۱۴۰۲    | [ ۱۲۱ ] |
| ۱۰ | یین یانگ             | تتلو         | ۰۷:۰۸ | جمعه، ۲۸ مهر ۱۴۰۲        | [ ۱۲۲ ] |
| ۱۱ | کص ننش               | تتلو         | ۰۵:۱۵ | چهارشنبه، ۱۰ آبان ۱۴۰۲   | [ ۱۲۳ ] |
| ۱۲ | مادر جنده            | تتلو         | ۰۵:۰۵ | سه‌شنبه، ۱۶ آبان ۱۴۰۲     | [ ۱۲۴ ] |
| ۱۳ | دلم می‌خواد ۲         | تتلو         | ۰۶:۳۹ | پنجشنبه، ۲۵ آبان ۱۴۰۲    | [ ۱۲۵ ] |
| ۱۴ | همون بهتر که بری     | تتلو         | ۰۶:۵۸ | جمعه، ۳ آذر ۱۴۰۲         | [ ۱۲۶ ] |
| ۱۵ | سکوی پرتاب           | تتلو         | ۰۷:۰۷ | یکشنبه، ۱۲ آذر ۱۴۰۲      | [ ۱۲۷ ] |

## آلبوم‌های زنده
| آلبوم        | سال انتشار | منبع    |
| ------------ | ---------- | ------- |
| کنسرت بی‌بی‌سی | ۱۳۹۷       | [ ۱۲۸ ] |

### کنسرت بی‌بی‌سی (۱۳۹۷)[نیازمند منبع]
| # | آهنگ‌ها               |
| - | -------------------- |
| ۱ | با تو                |
| ۲ | صدی چند              |
| ۳ | نوازش                |
| ۴ | از پنجره ببین بیرونو |
| ۵ | روز به روز           |
| ۶ | برس                  |
| ۷ | هع                   |

## نماهنگ‌ها
| موزیک ویدئو                 | سال انتشار | کارگردان                 | منبع                    |
| --------------------------- | ---------- | ------------------------ | ----------------------- |
| حال‌گیری                     | ۱۳۹۰       | امیر شجاعی               | [ ۱۳۳ ]                 |
| با یاد تو                   | ۱۳۹۰       | فرزاد ای‌ان               | [ ۱۳۴ ]                 |
| بی تو می‌ترسم                | ۱۳۹۰       | محسن باغی                | [ ۱۳۵ ]                 |
| شب                          | ۱۳۹۰       | محسن باغی                | [ ۱۳۶ ]                 |
| الو ۲                       | ۱۳۹۱       | کسری شجاعی               | [ ۱۳۷ ]                 |
| یادت باشه                   | ۱۳۹۱       | امیر طاهریان             | [ ۱۳۸ ]                 |
| بدتر شد                     | ۱۳۹۱       | امیر طاهریان             | [ ۱۳۹ ]                 |
| حس معمولی                   | ۱۳۹۱       | حسام دلبند               | [ ۱۴۰ ]                 |
| یه چیزی بگو (با آرمین 2AFM) | ۱۳۹۲       | ماهان زد و امیر میرباقری | [ ۱۴۱ ]                 |
| اینو می‌دونم که می‌دونی       | ۱۳۹۲       | آبتین اچ                 | [ ۱۴۲ ]                 |
| نگفته بودی                  | ۱۳۹۲       | –                        | [ ۱۴۳ ]                 |
| کی از پشت لباستو می‌بنده؟    | ۱۳۹۲       | سام زد                   | [ ۱۴۴ ]                 |
| خونه خوبه                   | ۱۳۹۲       | امید میرباقری            | [ ۱۴۵ ]                 |
| خوابم نمی‌بره                | ۱۳۹۲       | فرید صعودی               | [ ۱۴۶ ]                 |
| بذار تو حال خودم باشم       | ۱۳۹۳       | سپهر وی                  | [ ۱۴۷ ]                 |
| منم یکی از اون یازده تام    | ۱۳۹۳       | سپهر وی                  | [ ۱۴۸ ]                 |
| با تو                       | ۱۳۹۳       | اردشیر احمدی             | [ ۱۴۹ ]                 |
| تو تو دید من نیستی          | ۱۳۹۳       | اردشیر احمدی             | [ ۱۵۰ ]                 |
| تعادل                       | ۱۳۹۴       | سپهر وی                  | [ ۱۵۱ ]                 |
| ممنوع                       | ۱۳۹۴       | اردشیر احمدی             | [ ۱۵۲ ]                 |
| صاحب                        | ۱۳۹۴       | تینا آخوندتبار           | [ ۱۵۳ ]                 |
| تو همه‌جا بودی               | ۱۳۹۴       | پلاس۱                    | [ ۱۵۴ ]                 |
| آقا کمک کن                  | ۱۳۹۴       | –                        | [ ۱۵۵ ]                 |
| شهدا                        | ۱۳۹۴       | اردشیر احمدی             | [ ۱۵۶ ] [ ۱۵۷ ] [ ۱۵۸ ] |
| انرژی هسته‌ای                | ۱۳۹۴       | اردشیر احمدی             | [ ۱۵۹ ] [ ۱۶۰ ]         |
| بغلم کن                     | ۱۳۹۵       | سپهر وی                  | [ ۱۶۱ ]                 |
| امام رضا                    | ۱۳۹۵       | –                        | [ ۱۶۲ ]                 |
| تو داری به چی فکر می‌کنی؟    | ۱۳۹۵       | زیگرات پیکچرز            | [ ۱۶۳ ]                 |
| پیله                        | ۱۳۹۶       | حسام دلبند               | [ ۱۶۴ ]                 |
| عید امسال                   | ۱۳۹۶       | امین حسین‌پور             | [ ۱۶۵ ]                 |
| مسخره بازی                  | ۱۳۹۷       | عماد خیابانیان           | [ ۱۶۶ ]                 |
| جهنم                        | ۱۳۹۸       | کوروش عظیم‌زاده           | [ ۱۶۷ ]                 |
| حیف دیدید رفت               | ۱۴۰۰       | HM Hemo                  | [ ۱۶۸ ]                 |
| گدایی                       | ۱۴۰۰       | HM Hemo                  | [ ۱۶۹ ]                 |